# Magnolia Antonino
Pour les articles homonymes, voir Antonino.
Magnolia Welborn Antonino, née le 14 décembre 1915 à Balaoan (La Union) et morte le 22 juillet 2010, était une femme politique philippine.

## Biographie
Avant d'entrer en politique, elle a plusieurs métiers, dont enseignante d'économie, trésorière et directrice d'entreprise (à la Philippine Commercial and Industrial Bank et Luzon Cement Corporation).
Elle est élue députée de la première circonscription législative de La Union à la Chambre des représentants des Philippines de 1965 à 1969. Son mari, le sénateur Gaudencio Antonino, meurt en 1967 à la veille de l'élection sénatoriale, alors qu'il était candidat à sa réélection ; Magnolia Antonino remplace son époux le lendemain pour l'élection et est élue sénatrice avec 3 466 676 voix (43,6 %). Son mandat sénatorial est interrompu en 1972 à la suite de la dissolution du congrès et de l'instauration de la loi martiale par Ferdinand Marcos.